# Kenta Hiraishi
Kenta Hiraishi (født 26. juni 1985) er en tidligere japansk fodboldspiller.
Han har spillet for flere forskellige klubber i sin karriere, herunder Avispa Fukuoka.